# Argnidae
Die Argnidae sind eine Schnecken-Familie aus der Unterordnung der Landlungenschnecken (Stylommatophora). Die Familie umfasst knapp 30 Arten, die fast alle südlich oder östlich der Alpen vorkommen. Die ältesten Vertreter der Familie stammen aus dem oberen Miozän (Paläogen).

## Merkmale
Die Gehäuse sind relativ hoch, zylindrisch bis zylindrisch-oval. Es sind meist kleine, um 5 mm große Formen. Es werden bis etwa 10 Windungen gebildet. Die postembryonalen Windungen sind meist radial berippt oder gestreift. Die Mündung ist beim adulten Gehäuse etwas aus der Windungsebene angehoben. Der obere Rand ist annähernd gerade, aber meist nicht parallel der Nähte der früheren Windungen. Der Rand kann umgebogen oder etwas erweitert sein. Es können Zähne oder Lamellen in die Mündung hineinragen. Im Genitalapparat sind Penis und Epiphallus ausgebildet. Allerdings fehlt ein Blindsack (Caecum) am Penis oder Epiphallus. Im Penis, am Übergang zum Epiphallus befinden sich an der Innenwand kleine Tuberkel. Ein Penisanhang ist gut entwickelt. Der Stiel der Spermathek besitzt keine morphologisch sichtbaren Drüsen. Ein Divertikel am Stiel kann vorhanden sein oder fehlen.

## Geographische Verbreitung und Lebensweise
Die Arten der Familien sind in den Süd- und Ostalpen, den Karpaten, in Spanien, Italien, Südfrankreich, in der Schweiz und Griechenland beheimatet. Sie leben in Wäldern unter Falllaub, Moos, Bodenmulm und zwischen und unter Steinen in eher feuchten Habitaten. Viele Arten kommen in montanen Bereichen vor.

## Systematik
Die Familie der Argnidae umfasst drei Gattungen
- Familie Argnidae Hudec, 1965
  - Gattung Argna Cossmann, 1889[3]
    - Ferraris Puppenschnecke (Argna ferrari (Porro, 1838))
    - Argna biplicata (Michaud 1831)
    - Argna bielzi (Rossmässler 1859)
    - Argna bourguignatiana (Nevill, 1880)
    - †Argna oppoliensis (Andreae, 1902), Astaracium, Miozän[4]
    - Argna thracica Subai, 1999
    - Argna valsabina (Spinelli, 1851)

  - Gattung Agardhiella P.  Hesse, 1923[5]
    - Agardhiella angustistoma (Grossu & Negrea, 1968)
    - Agardhiella banatica (Zilch, 1958)
    - Agardhiella biarmata (Boettger, 1880)
    - Agardhiella buresi (Urbański, 1960)
    - Agardhiella crassilabris (Grossu & Negrea, 1968)
    - Agardhiella dabovici Gittenberger, 1975
    - Agardhiella densicostata (Grossu & Negrea, 1968)
    - Agardhiella extravaganta Subai, 2008
    - Agardhiella formosa (Westerlund, 1887)
    - Agardhiella grossui (Zilch, 1958)
    - Agardhiella lamellata (Clessin 1887)
    - Agardhiella licherdopoli Grossu, 1986
    - Agardhiella macrodonta (Hesse, 1916)
    - Agardhiella nana (Grossu & Negrea, 1968)
    - Agardhiella parreyssii (L. Pfeiffer, 1848)
    - Agardhiella prahovensis Grossu, 1986
    - Agardhiella reinhardti (Zilch, 1958)
    - Agardhiella rumelica (Hesse, 1916)
    - Agardhiella skipetarica (Wagner, 1914)
    - Agardhiella stenostoma (Flach, 1890)
    - Agardhiella truncatella (L. Pfeiffer, 1841)
    - Agardhiella zoltanorum Subai, 2008

  - Gattung Speleodentorcula Gittenberger, 1985 (die Gattung wird von Schileyko (1998) in die (Unter-)Familie Lauriidae/Lauriinae gestellt)
    - Speleodentorcula beroni Gittenberger, 1985

## Belege